# Penobsquisite
La penobsquisite è un minerale.